# ヤーコブ・フュルヒテゴット・ディールマン
ヤーコブ・フュルヒテゴット・ディールマン（Jakob Fürchtegott Dielmann、1809年9月9日 - 1885年5月30日）はドイツの画家、版画家である。ヘッセン州のヴィリングスハウゼンの芸術家村(Willingshäuser Malerkolonie)やクローンベルク・イム・タウヌスの芸術家村(Kronberger Malerkolonie)のメンバーとして活動した。

## 略歴
フランクフルト・アム・マインに庭師の息子に生まれた。1825年から1827年までフランクフルトの版画出版の会社で働いた後、フランクフルトの美術学校(Städelschen Kunstinstituts)でヴェンデルシュタット(Karl Friedrich Wendelstadt) に学んだ。この頃、画家のヤーコブ・ベッカーと友人になった。1835年にベッカーと、デュッセルドルフ美術アカデミーに移り、ディールマンは風景画家のヨハン・ヴィルヘルム・シルマーの弟子になった。 ミッテルライン地方やマイン川流域やヘッセンの風景を描いた。
1841年にヴィリングスハウゼンで活動する画家、ゲルハルト・ヴィルヘルム・フォン・ロイテルンを初めて訪ね、ヴィリングスハウゼンの芸術家村のメンバーとなり、村人の生活や伝統衣装を着た人々を描いた。1842年にもヴィリングスハウゼンを訪れた。1842年からフランクフルトの美術学校で、アントン・ブルガー やフィリップ・ルンプフを指導した。1860年代になってクローンベルク・イム・タウヌスに移り、クローンベルク・イム・タウヌスに芸術家村を形成することになった。

## 作品

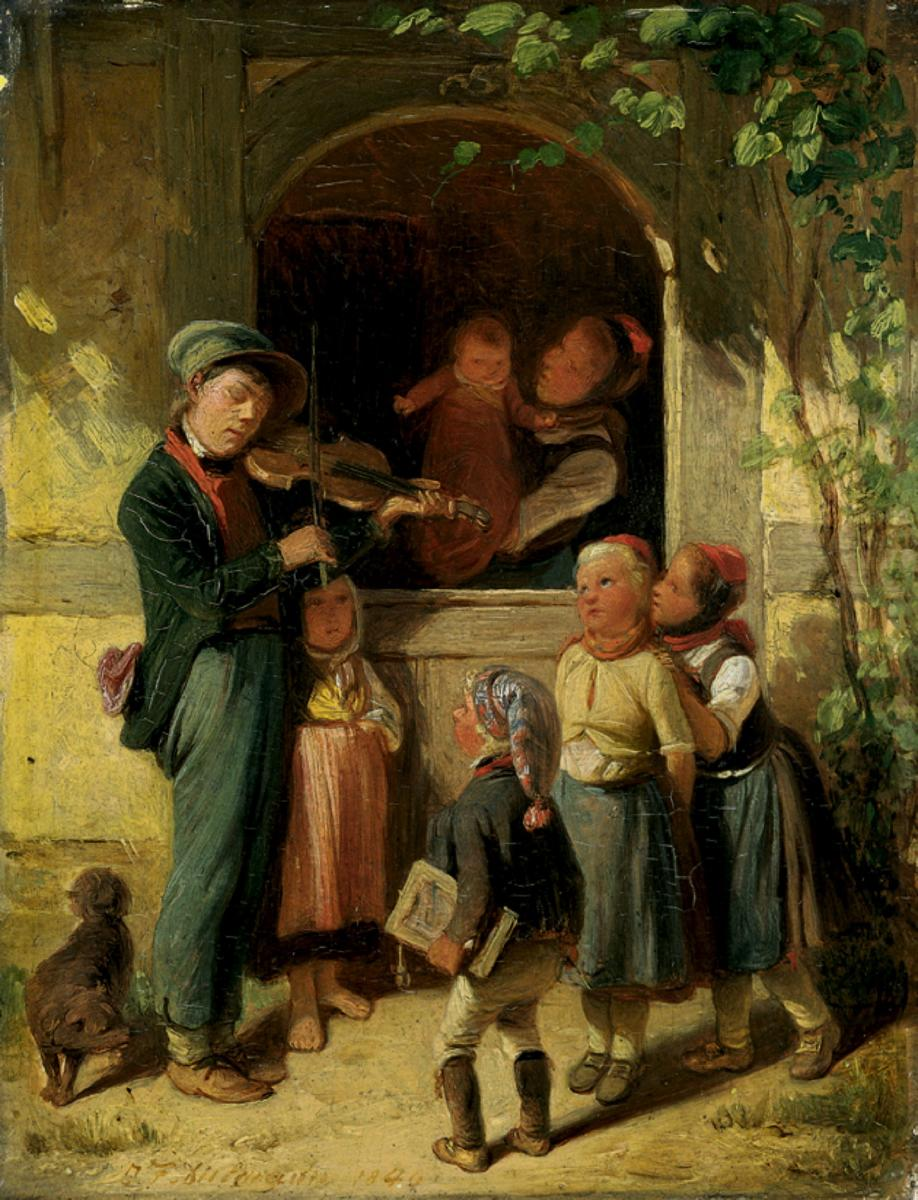
「村の音楽家」 (1840)
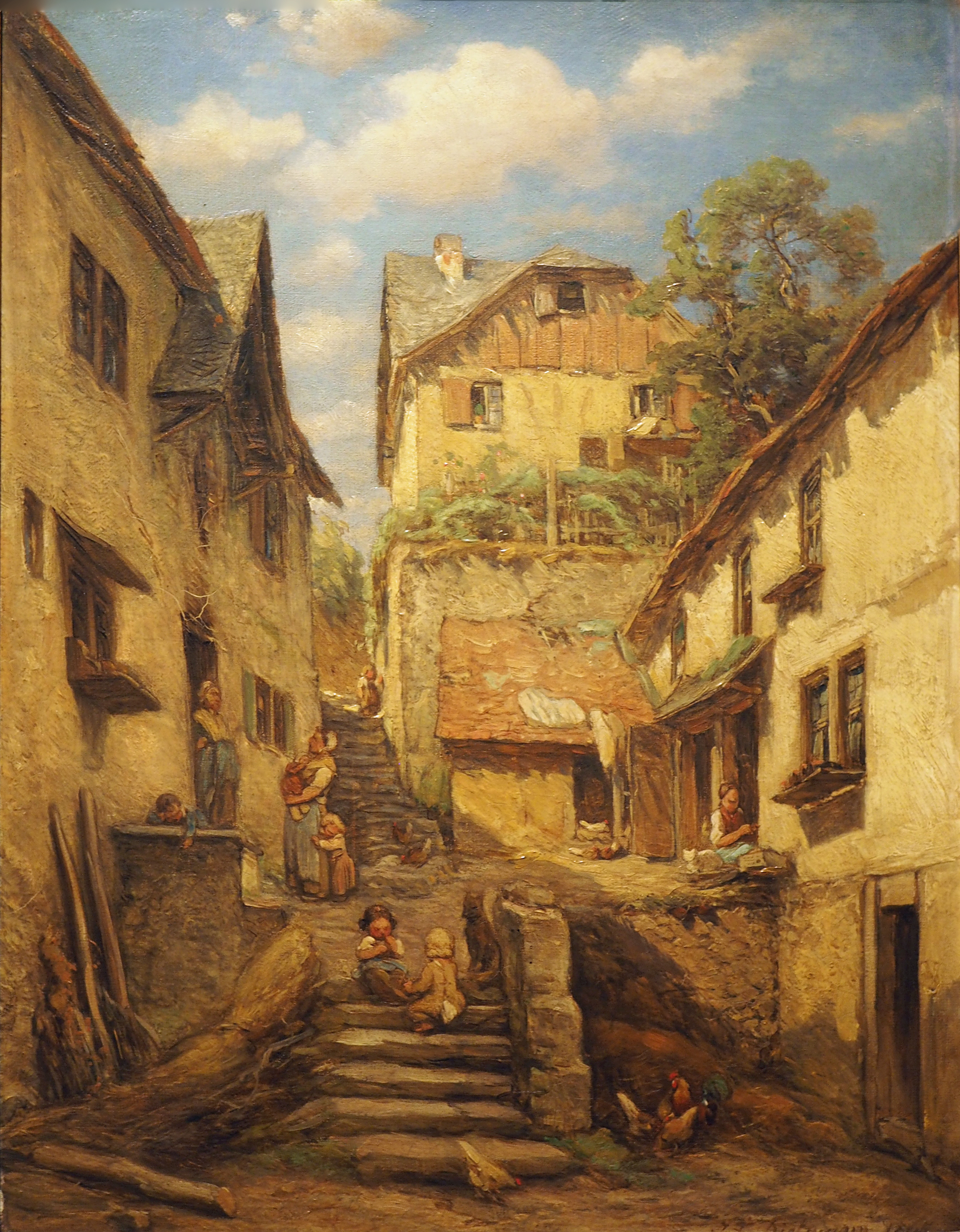
クローンベルクの街の階段
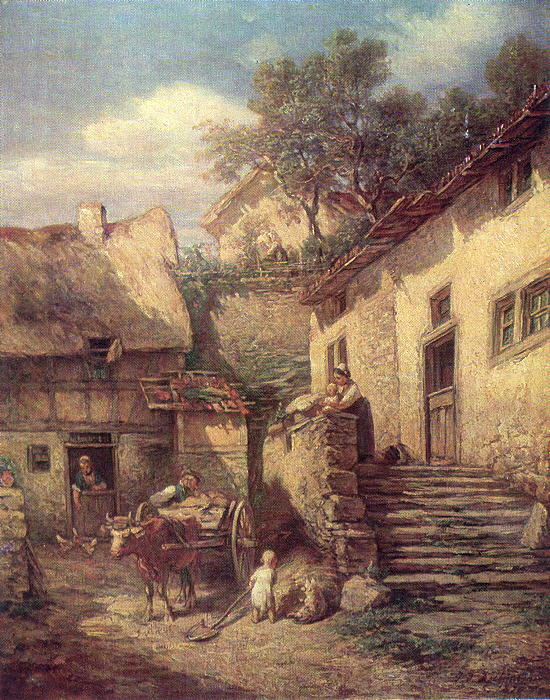
Dorfgasse in Kronberg
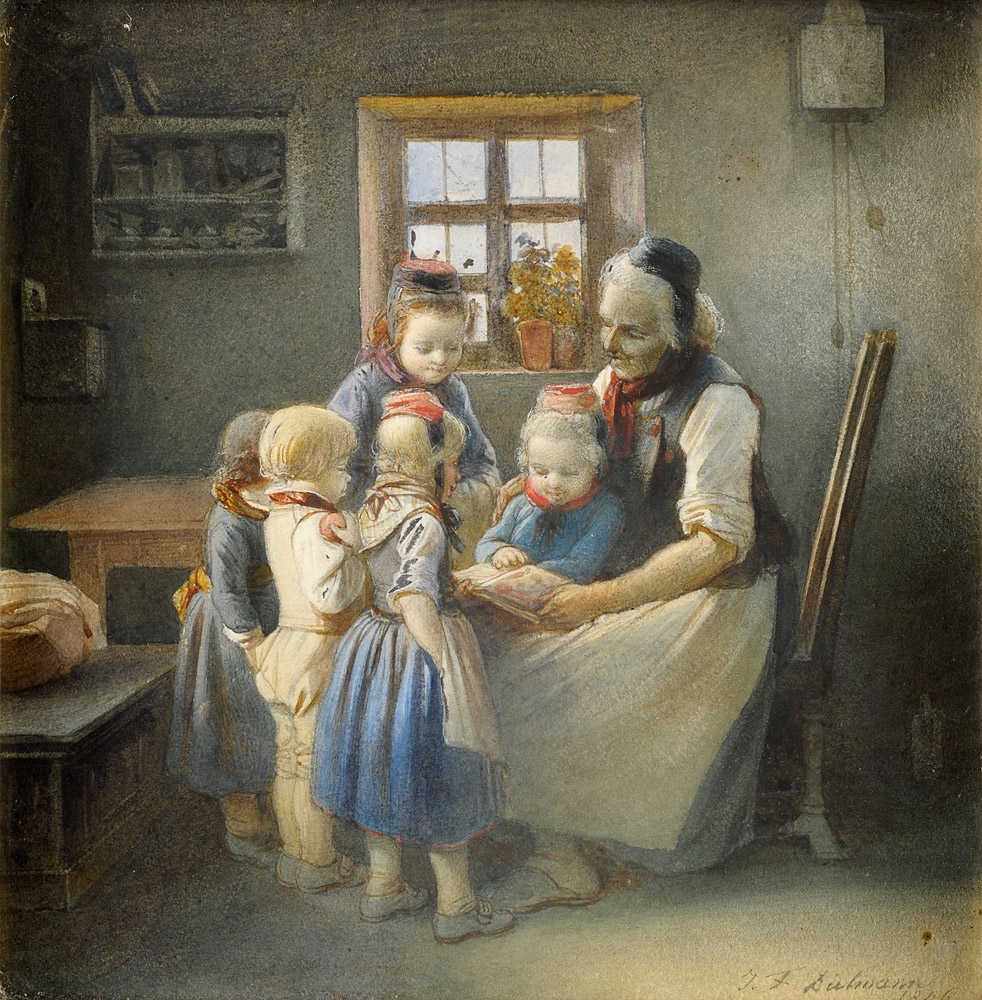
話を聞かせるおばあさん

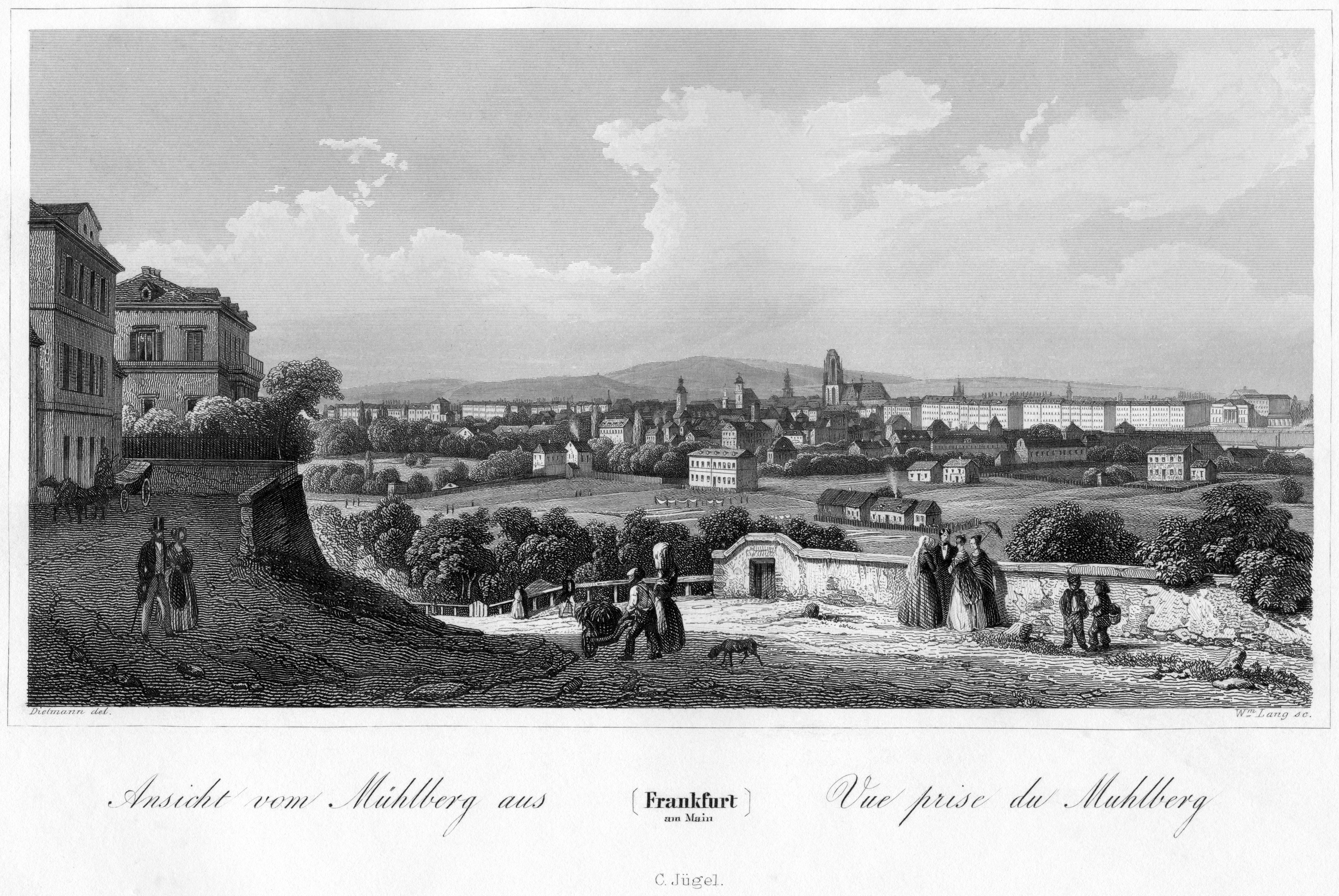
版画
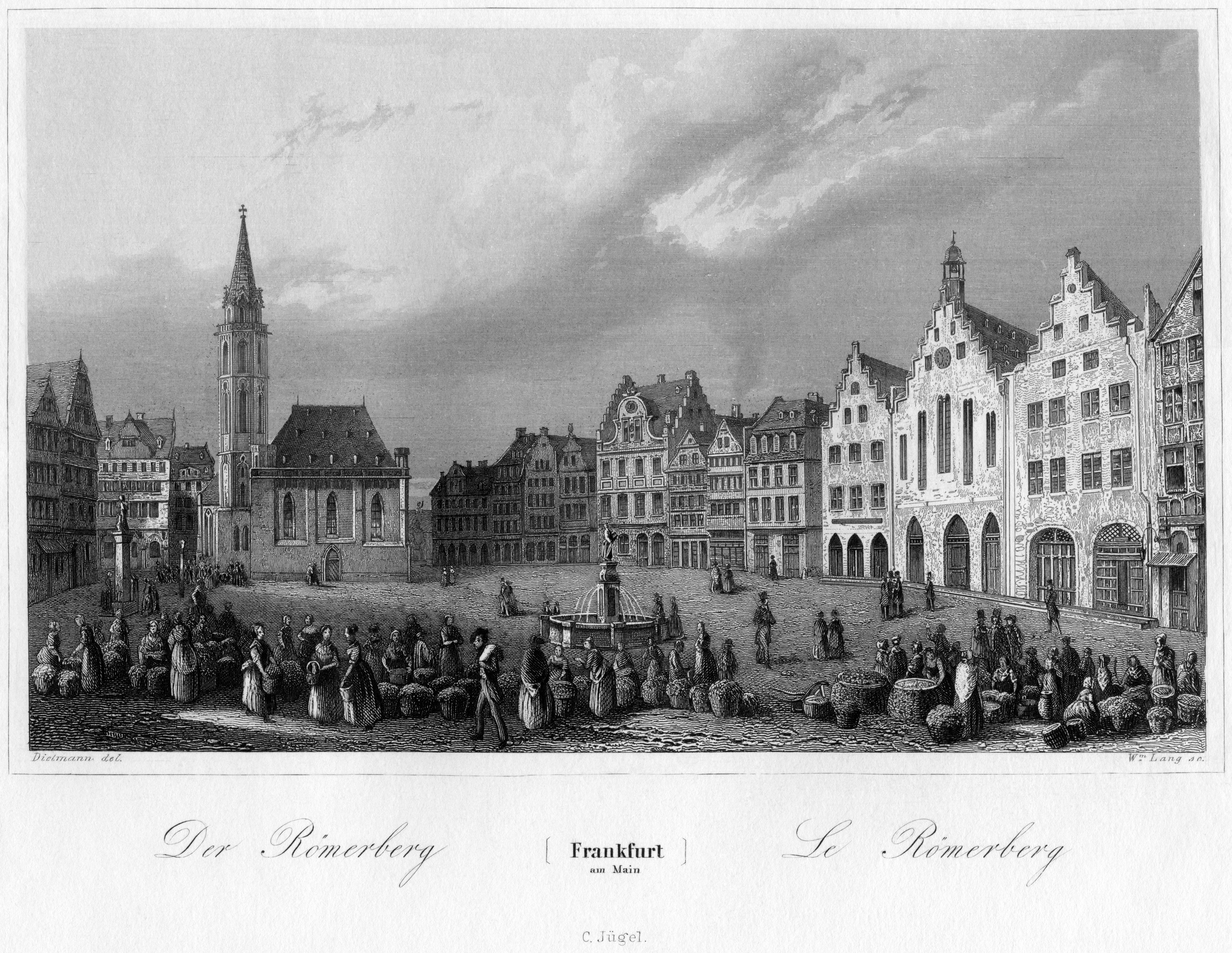
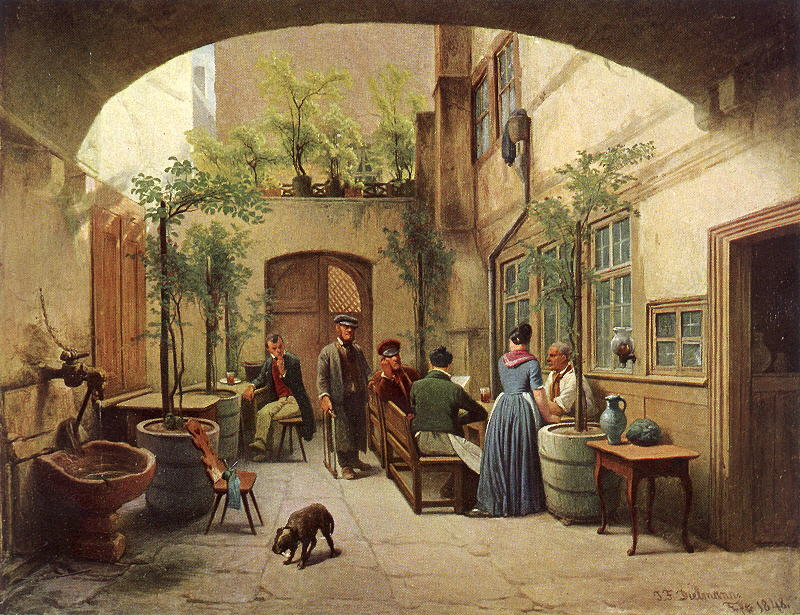